# ۱۴ بره
۱۴ بره یک ستاره است که در صورت فلکی بره قرار دارد.